# Рагнар Граніт
Рагнар Артур Граніт (швед. Ragnar Arthur Granit; 30 жовтня 1900, Рійгімякі —12 березня 1991, Стокгольм) —  шведський фізіолог фінського походження, лавреат Нобелівської премії з фізіології або медицини в 1967 році (спільно з Голденом Гартлайном і Джорджем Волдом) «за відкриття, пов'язані з первинними фізіологічними і хімічними зоровими процесами, що відбуваються в очах».

## Життєпис
Під час військового конфлікту між Фінляндією і Росією, у 1939 році, Граніт служив лікарем на о. Корпо у Балтійському морі. 1940 року Граніт переїхав до Стокгольма. У Швеції Граніт і його колеги розроблюють метод реєстрації електричних імпульсів нервів і окремих клітин з використанням мікроскопічних електродів, виключаючи анатомування. Цей неінвазивний метод надалі був поширений в нейрофізіологічних дослідженнях усіх типів. У 1945 році Граніт зосередився на вивчення м'язових веретен, спеціалізованих органів чуття, які реагують на м'язову напругу і забезпечують зворотний зв'язок для контролю м'язової реакції організму. Потім він розширив тематику своїх досліджень, зайнявся розглядом взаємозв'язків між м'язами, мотонейронами і веретенними нервами в спинному і головному мозку.

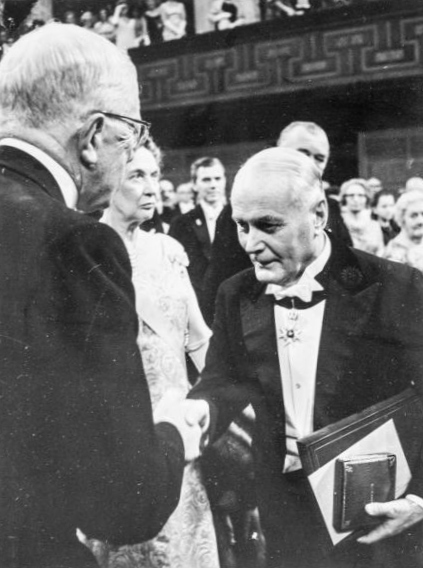
Рагнар Граніт під час отримання Нобелівської премії у 1967 році

Починаючи з 1945 року, коли Каролінський Інститут реорганізував лабораторію Граніта на відділ медичного Нобелівського інституту, і до виходу на пенсію 1967 р. він працював директором Нобелівського інституту нейрофізіології.
Помер Рагнар Граніт у Стогольмі 12 березня 1991 року. 